# Никиема, Килиан
Килиан Басба Гиеке Никиема (нидерл. и фр. Killian Basba Geeke Nikiema; род. 22 июня 2003, Драхтен) — буркинийский и нидерландский футболист, вратарь клуба АДО Ден Хааг и сборной Буркина-Фасо.
Никиема родился в Нидерландах в семье буркинийца и нидерландки.

## Клубная карьера
Никиема — воспитанник клубов «Ворсхотен 97» и АДО Ден Хааг. В 2019 году Килан начал выступать за дублирующий состав последних.

## Международная карьера
Килиан играл за юношеские сборные Нидерландов, а позже принял решение выступать за историческую родину. 4 сентября 2019 в товарищеском матче против сборной Ливии Никиема дебютировал за сборную Буркина-Фасо.

## Статистика выступлений

### Клубная статистика
| Клуб             | Сезон            | Лига | Лига | Кубок | Кубок | Прочие | Прочие | Итого | Итого |
| Клуб             | Сезон            | Игры | Голы | Игры  | Голы  | Игры   | Голы   | Игры  | Голы  |
| ---------------- | ---------------- | ---- | ---- | ----- | ----- | ------ | ------ | ----- | ----- |
| АДО Ден Хааг     | 2022/23          | 1    | −2   | 0     | 0     | —      | —      | 1     | −2    |
| АДО Ден Хааг     | 2023/24          | 12   | −15  | 0     | 0     | —      | —      | 12    | −15   |
| АДО Ден Хааг     | 2024/25          | 32   | −34  | 0     | 0     | 2      | −3     | 34    | −37   |
| АДО Ден Хааг     | Итого            | 45   | −51  | 0     | 0     | 2      | −3     | 47    | −54   |
| Всего за карьеру | Всего за карьеру | 45   | −51  | 0     | 0     | 2      | −3     | 47    | −54   |

### Список матчей за сборную
| Матчи Никиемы за сборную Буркина-Фасо | Матчи Никиемы за сборную Буркина-Фасо | Матчи Никиемы за сборную Буркина-Фасо | Матчи Никиемы за сборную Буркина-Фасо | Матчи Никиемы за сборную Буркина-Фасо | Матчи Никиемы за сборную Буркина-Фасо |
| №                                     | Дата                                  | Соперник                              | Счёт                                  | Пр. голы                              | Соревнование                          |
| ------------------------------------- | ------------------------------------- | ------------------------------------- | ------------------------------------- | ------------------------------------- | ------------------------------------- |
| 1                                     | 4 сентября 2019                       | Ливия                                 | 1:0                                   |                                       | Товарищеский матч                     |
| 2                                     | 7 июня 2022                           | Эсватини                              | 3:1                                   | 64′                                   | Квалификация КАФ-2023, группа B       |
| 3                                     | 18 июня 2023                          | Кабо-Верде                            | 1:3                                   | 7′, 67′, 94′                          | Квалификация КАФ-2023, группа B       |
| 4                                     | 13 октября 2023                       | Экваториальная Гвинея                 | 0:0                                   |                                       | Товарищеский матч                     |
| 5                                     | 22 марта 2024                         | Ливия                                 | 1:2                                   | 36′, 52′                              | Товарищеский матч                     |
| 6                                     | 6 июня 2024                           | Египет                                | 1:2                                   | 3′, 8′                                | Квалификация ЧМ-2026, группа А        |
| 7                                     | 10 июня 2024                          | Сьерра-Леоне                          | 2:2                                   | 58′, 87′                              | Квалификация ЧМ-2026, группа А        |

Итого: 7 матчей / 10 пропущенных голов; 2 победы, 2 ничьих, 3 поражения.